# Alois Kopp
Alois Kopp (* 26. Juni 1827 in Ebikon; † 21. April 1891 in Luzern) war ein Schweizer Politiker und Richter. Von 1851 bis 1859 gehörte er dem Nationalrat an, von 1871 bis 1879 dem Ständerat. Ausserdem war er Regierungsrat des Kantons Luzern und Bundesrichter.

## Biografie
Der Sohn eines Bauern und Metzgers besuchte in Luzern das Gymnasium und das Lyceum. Von 1848 bis 1851 studierte er Recht an den Universitäten Zürich und München. Danach war Kopp bis 1860 in Udligenswil als Gerichtsschreiber des Gerichtsbezirks Habsburg tätig. Von 1860 bis 1863 war er Rechtsanwalt in Ebikon, von 1863 bis 1867 Richter am Obergericht des Kantons Luzern und von 1867 bis 1870 Rechtsanwalt in der Stadt Luzern.
Von 1848 bis 1851, also noch während seiner Studienzeit, amtierte Kopp als Gemeindeammann von Ebikon. Auf Seiten der Katholisch-Konservativen kandidierte er als 24-Jähriger bei den Nationalratswahlen 1851 und wurde im Wahlkreis Luzern-Mitte gewählt, den er acht Jahre lang vertrat. 1854 folgte die Wahl in den Luzerner Grossen Rat. Zusammen mit Vinzenz Fischer und Philipp Anton von Segesser gehörte Kopp zu den Führungspersönlichkeiten der konservativen Opposition.
Auf Bundesebene hingegen präsentierte sich Kopp als gemässigter Föderalist und beschäftigte sich hauptsächlich mit dem Eisenbahnbau. Der Grosse Rat wählte ihn 1870 in den Regierungsrat, in welchem er das Erziehungsdepartement leitete. Von 1871 bis 1879 vertrat er den Kanton Luzern im Ständerat. Schliesslich war er ab 1879 Bundesrichter, die höchste juristische Instanz des Landes präsidierte er 1887/88. In den Jahren 1883 und 1890 kandidierte er ohne Erfolg als Bundesrat.